# シーズンシート
シーズンシートは、購入者が一定の金額を支払うことにより、指定された座席番号の席を購入者専用の座席として一定期間使用出来る座席のこと。年間予約席とも言う。

## 概要
シーズンを通して同じ会場で試合が行われる場合にクラブが客席の一部または全部への入場券を、シーズンの全試合分まとめて購入するという条件で販売する。クラブによっては購入者向けのサービスを受けられることがある。
どれだけの人がシーズンシートを購入するかはクラブによって異なるが、時にキャンセル待ちが10年以上に及ぶこともある。グリーンベイ・パッカーズ（NFL）やシカゴ・カブス（MLB）に至っては30年以上待つのが当たり前であり、シーズンシートの購入権が相続の対象となることも珍しくない。

### シーズンシートの活用術
購入した本人が使用する以外に、法人（公益法人、株式会社・有限会社、特定非営利活動法人、労働者協同組合など）・団体契約である場合、その法人の取引先接待用に活用したり、商店街・町内会・放送局などの福利厚生やバスツアー、懸賞プレゼント賞品、学校・団体の社会科見学会、また個人との契約の場合は親しき親戚・友人らへのプレゼントや、クラブによっては観戦できない試合をリセール（転売）する形で譲渡する制度もある。
また、特定のカード（マッチ）・曜日を指定した日程限定型のシーズンチケットという方式を行っているクラブもあり、オリックス・バファローズ（2020年）は、自由席を特定の試合数に限って観戦することができるセレクトチケット や、指定席回数券形式のアドバンスチケット、阪神タイガース（2020年）は、「月1チケット」 という、毎月の特定カードや座席に限定したチケットといったバリエーションがある。

## 日本での事例

### 野球
日本野球機構に加盟するプロ野球12球団それぞれ、ホームゲームを行う球場でシーズンシートの販売を行っている。
一番金額設定の高い座席を販売しているのは東北楽天ゴールデンイーグルスの「プレステージ・エキサイトセブン」（7名掛けのボックスシート）で500万円(1席当り 約71万4285円)、1席当り及び1席単体で販売されているものとしては、福岡ソフトバンクホークスの「コカ・コーラシートSS」1席当り 135万円となっている。

### サッカー
Jリーグは2009年から、イレブンミリオンプロジェクトの一環として、シーズンシート券に非接触ICカードを内蔵した「ワンタッチパス」システムを導入、2011年までに全クラブが対応するとしていたが、JFLとの入れ替えやJ3発足後は一部未対応クラブあり。
1枚のカードにファンクラブ会員証と年間チケットの機能を同時に持たせており、全ての試合会場でこの会員証を読取装置にかざすと来場履歴が残るようになっている。将来的には、試合・イベントの告知、公式グッズの購入、イベント・ボランティア活動参加などに対するポイント発行とポイント特典の贈呈などといったサービスも行うとしている。ほとんどのクラブは楽天Edyとの一体型を採用している。その他にはジェフユナイテッド市原・千葉（Suica）やサンフレッチェ広島（PASPY）などの他のものとの一体型を採用しているクラブもある。
これらのシーズンシートでの観戦はリーグ戦（レギュラーシーズン）とJリーグYBCルヴァンカップ及びAFCチャンピオンズリーグのグループステージのホームゲームが対象であり、ルヴァンカップ及びACLの決勝トーナメント（プレーオフ含む）はクラブによって観戦の可否が分かれ（対象となる範囲もクラブで異なる）、決勝戦は全クラブ不可。

### バスケットボール
Bリーグではリーグ公式の入場券販売サービス「B.LEAGUEチケット」を通じ各クラブのシーズンシートを販売している。
Bリーグの前身のひとつJBLでは、日本バスケットボールオペレーションズ（JBO）が対象となるチームのシーズンシートを扱っていた。
同じく前身bjリーグでは各球団ごとにシーズンシートを販売していたが、運営会社に経営などの問題が発生した場合、リーグがシーズンシートの販売を停止させることもあった。

### ボクシング
東日本ボクシング協会では後楽園ホールでの年間リングサイド席を「ボクシング・ボックスシート」と名づけて50万円強で販売している。これとは別に主催興行に限定した「年間シート」を扱うプロモーターも存在する。ただし、いずれの場合も世界タイトルマッチをメインとする興行は除外される。

### プロレス
後楽園ホールで定期興行を打つプロレス団体において、同所を対象とした年間シートを販売している。